# 한라산신제단
한라산신제단은 대한민국 제주특별자치도 제주시 아라동에 있는, 조선시대의 제단이다. 2011년 5월 9일 제주특별자치도의 기념물 제67호로 지정되었다.

## 개요
한라산신제단은 산천단(山川壇), 효림단(孝林壇)으로도 불리기도 하였다. 예전 한라산 정상에서 제사를 지다가 그때마다 제물을 지고 올라가는 사람들이 얼어 죽는 일이 있었고, 날이 사나우면 올라갈 수 없는 날이 많아져서, 조선 성종(成宗) 원년(1470)에 이약동 목사가 소산봉(小山峯) 아래인 지금의 장소로 옮겨 제단을 설치하고 산신제를 지내게 하였던 장소로써 그 문화재적 가치가 매우 높다.

## 같이 보기
- 제주 산천단 곰솔 군 - 대한민국 천연기념물 제160호

## 참고 문헌
- 한라산신제단 - 국가유산청 국가유산포털